# Steinköchel
Der Steinköchel ist ein 717 m hoher bewaldeter Berg in den Bayerischen Voralpen innerhalb des Naturschutzgebietes Murnauer Moos in Bayern. Weiter östlich fließt die Loisach nahe bei Ohlstadt durch das Tal.